# الأرنب جوجو
الأرنب جوجو (بالإنجليزية: Jojo Rabbit)‏ هو فيلم دراما-كوميديا أمريكي من عام 2019. كتبه وأخرجه تايكا وايتيتي بناءً على كتاب كريستين ليونيز Caging Skies.

## القصة

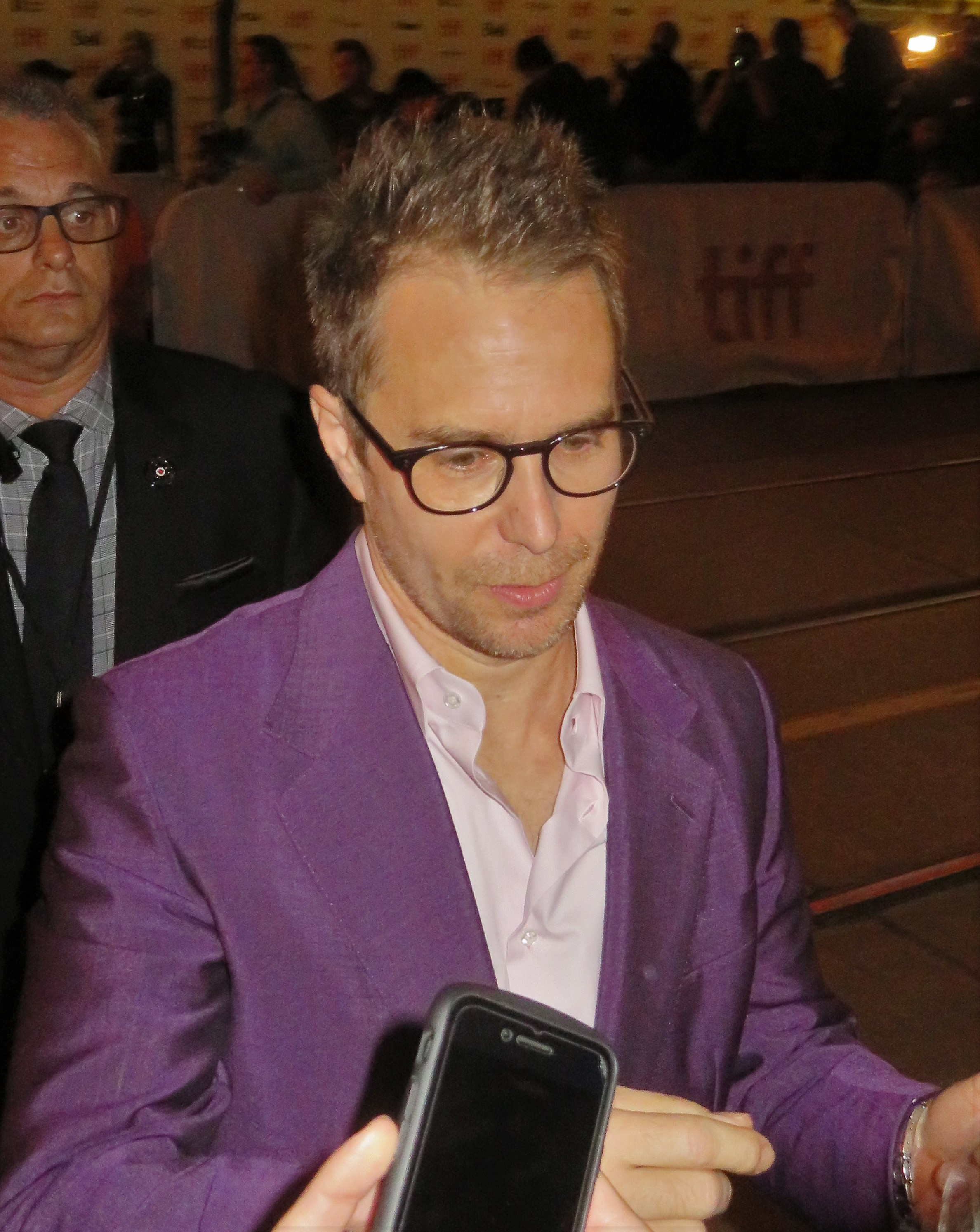
سام روكويل في العرض الأول لفيلم الأرنب جوجو في مهرجان تورنتو السينمائي 2019

أحداثه تتبع فتى من الشباب الألمان لشباب هتلر يتكشف أن والدته تخفي فتاة يهودية في علية منزلهم. ويجب عليه بعد ذلك التشكيك في معتقداته النازية، أثناء التعامل مع تدخل صديقه الخيالي، نسخة خيالية من أدولف هتلر. الفيلم من بطولة رومان غريفين ديفيس وتوماسين ماكنزي وتايكا وايتيتي وسكارليت جوهانسون وسام روكويل.
عرض الفيلم لأول مرة في مهرجان تورنتو السينمائي بتاريخ 8 سبتمبر 2019 وربح الجائزة الكبرى في المهرجان: جائزة اختيار الجمهور. صدر الفيلم في الولايات المتحدة بتاريخ 24 أكتوبر 2019 وتلقى في الأغلب مراجعات إيجابية لكنه جذب بعض الانتقادات لتصويره الكوميدي للنازيين.
أختير الفيلم كواحد من أفضل عشرة أفلام في 2019 من قبل معهد الفيلم الأمريكي والمجلس الوطني للمراجعة. وترشح لستة جوائز أوسكار في حفل توزيع جوائز الأوسكار الثاني والتسعون.

## الممثلون
- رومان غريفين دافيس بدور جوجو.
- توماسين ماكنزي بدور إلسا.
- تايكا وايتيتي بدور أدولف هتلر
- ريبيل ويلسون بدور فرايلاين رام
- ستيفن ميرشانت بدور ديرتز، عميل جهاز الغيستابو.
- ألفي آلن بدور فينكيل.
- سام روكويل الكابتن أليكسندروف.
- سكارليت جوهانسون بدور روسي، والدة جوجو.
- آرشي ييتس بدور يوركي، الصديق المقرب لجوجو.

## روابط خارجية
- الأرنب جوجو على موقع IMDb (الإنجليزية)
- الأرنب جوجو على موقع ميتاكريتيك (الإنجليزية)
- الأرنب جوجو على موقع روتن توميتوز (الإنجليزية)
- الأرنب جوجو على موقع قاعدة بيانات الأفلام العربية
- الأرنب جوجو على موقع ألو سيني (الفرنسية)
- الأرنب جوجو على موقع Turner Classic Movies (الإنجليزية)
- الأرنب جوجو على موقع أول موفي (الإنجليزية)
- الأرنب جوجو على موقع بوكس أوفيس موجو (الإنجليزية)
- الأرنب جوجو على موقع فيلمافينيتي (الإسبانية)
- الأرنب جوجو على موقع قاعدة بيانات الأفلام السويدية (السويدية)
- الموقع الرسمي
- الأرنب جوجو  على قاعدة بيانات الأفلام على الإنترنت (بالإنجليزية).[1]
- الأرنب جوجو على موقع أول موفي.

1. ↑  قاعدة بيانات الفيلم (باللغات المتعددة), QID:Q20828898